# Bahnstrecke Duisburg–Dortmund
| Stammstrecke Köln–Minden in Dunkelrot |                                                                                         |                                                                  |                                                                  |
| Streckennummer (DB): | 2650                                                                                    |                                                                  |                                                                  |
| Kursbuchstrecke (DB): | 416 (Fernbahn) 450.2 (S-Bahn)                                                           |                                                                  |                                                                  |
| Kursbuchstrecke: | 227 (1946) 234g (Mengede – Rauxel 1946) 234 (Wanne-Eickel Hbf – Gelsenkirchen Hbf 1946) |                                                                  |                                                                  |
| Streckenlänge: | 56 km                                                                                   |                                                                  |                                                                  |
| Spurweite: | 1435 mm (Normalspur)                                                                    |                                                                  |                                                                  |
| Stromsystem: | 15 kV 16,7 Hz ~                                                                         |                                                                  |                                                                  |
| Streckengeschwindigkeit: | 140 km/h                                                                                |                                                                  |                                                                  |
| |                                                                                         |                                                                  |                                                                  |
| \| \| \| Stammstrecke von Hamm \| \| \| \| \| Strecke von Gronau \| \| \| \| 119,5 \| Dortmund Hbf \| Dortmund Hbf \| \| \| \| Strecken nach Soest, nach Iserlohn, nach Witten \| \| \| \| \| Hauptstrecke nach Bochum S 1 \| \| \| \| 117,0 \| Dortmund Gbf \| Dortmund Gbf \| \| \| 114,7 \| Hansa (Abzw) \| Hansa (Abzw) \| \| \| \| Güterumgehungsbahn \| \| \| \| 112,8 \| Dortmund-Nette (Abzw) \| Dortmund-Nette (Abzw) \| \| \| \| S-Bahn von Dortmund-Dorstfeld S 2 \| \| \| \| 110,3 \| Dortmund-Mengede \| Dortmund-Mengede \| \| \| \| ehem. westfälische Emschertalbahn \| \| \| \| 105,3 \| Castrop-Rauxel Hbf \| Castrop-Rauxel Hbf \| \| \| 101,9 \| Bladenhorst (Abzw) \| Bladenhorst (Abzw) \| \| \| \| Strecke von Dortmund \| \| \| \| 100,8 \| Herne Hot (Abzw) \| Herne Hot (Abzw) \| \| \| 100,0 \| Herne Gbf \| Herne Gbf \| \| \| 98,4 \| Herne (ehem. Herne CME) \| Herne (ehem. Herne CME) \| \| \| \| Strecke nach Recklinghausen S 2 \| \| \| \| \| Strecke nach Bochum \| \| \| \| \| A 43 \| \| \| \| \| Strecke Gelsenkirchen-Bismarck–Bochum \| \| \| \| \| Strecke von Recklinghausen \| \| \| \| 94,5 \| Wanne-Eickel Hbf \| Wanne-Eickel Hbf \| \| \| \| \| \| \| \| \| Wanne-Eickel Wst ehem. Trasse nach Bismarck, Schalke (bis 1962) \| \| \| \| \| \| \| \| \| \| \| \| \| \| \| ehem. Salzstrecke nach Bochum-Riemke \| \| \| \| \| nach GE-Bismarck und GE-Schalke (seit 1911) \| \| \| \| \| ehem. nach GE-Wattenscheid \| \| \| \| \| ehem. Strecke nach Essen-Kray Nord \| \| \| \| 89,1 \| Gelsenkirchen Hbf \| Gelsenkirchen Hbf \| \| \| \| nach Gelsenkirchen-Schalke Süd, nach Essen S 2 \| \| \| \| \| ehem. Strecke Gelsenkirchen-Hessler–Essen Hbf \| \| \| \| 85,1 \| Essen Zollverein Nord \| Essen Zollverein Nord \| \| \| \| ehem. Strecke Essen-Katernberg Nord–Essen Hbf \| \| \| \| \| \| \| \| \| \| ehem. Strecke von Essen-Altenessen RhE und Strecke von Essen Hbf \| \| \| \| \| \| \| \| \| 82,1 \| Essen-Altenessen (ehem. Essen CME) \| Essen-Altenessen (ehem. Essen CME) \| \| \| \| ehem. Strecken nach Essen Nord und E-Segeroth \| \| \| \| \| (Güterstrecke bis Essen-Dellwig Abzw eingleisig) \| \| \| \| \| ehem. Strecke von Essen Nord \| \| \| \| 80,0 \| Essen-Bergeborbeck \| Essen-Bergeborbeck \| \| \| \| ehem. Strecke nach Essen-Horl \| \| \| \| \| Strecke von Bottrop \| \| \| \| 76,3 \| Essen-Dellwig Abzw \| Essen-Dellwig Abzw \| \| \| \| Strecke Bottrop–Essen-Dellwig Ost \| \| \| \| 76,0 \| Essen-Dellwig \| Essen-Dellwig \| \| \| 75,2 \| Essen-Frintrop (ehem. Rbf) \| Essen-Frintrop (ehem. Rbf) \| \| \| \| Oberhausen-Stahlwerksgelände (geplant) \| \| \| \| \| Straßenbahnlinie 105 Oberhausen↔Essen (geplant) \| \| \| \| 71,7 \| Oberhausen Hbf Obo (Abzw) \| Oberhausen Hbf Obo (Abzw) \| \| \| \| zur Strecke nach Wesel \| \| \| \| \| zur Strecke nach Oberhausen West \| \| \| \| \| Strecke von Wesel \| \| \| \| 70,7 \| Oberhausen Hbf \| Oberhausen Hbf \| \| \| \| Strecke nach Duisburg-Ruhrort \| \| \| \| \| Oberhausen-Alstaden (geplant) \| \| \| \| \| ehem. Strecke nach Mülheim-Styrum \| \| \| \| \| S-Bahn nach Mülheim-Styrum S 3 \| \| \| \| 68,6 \| Kolkmannshof (Abzw) \| Kolkmannshof (Abzw) \| \| \| \| ehem. Strecke Duisburg-Ruhrort–Mülheim-Styrum \| \| \| \| \| Hauptstrecke von Mülheim-Styrum S 1 \| \| \| \| 67,1 \| Kaiserberg (Abzw) \| Kaiserberg (Abzw) \| \| \| \| Strecke Oberhausen West–Duisburg-Wedau \| \| \| \| \| Strecke von Oberhausen West \| \| \| \| 63,1 \| Duisburg Hbf \| Duisburg Hbf \| \| \| \| Stammstrecke nach Köln S 1 \| \| \| \| \| \| \| \| Quellen: [1][2] \| \| \| \| |                                                                                         |                                                                  |                                                                  |
| Strecke |                                                                                         | Stammstrecke von Hamm                                            | Stammstrecke von Hamm                                            |
| Abzweig geradeaus und von rechts |                                                                                         | Strecke von Gronau                                               | Strecke von Gronau                                               |
| Bahnhof mit S-Bahn-Halt | 119,5                                                                                   | Dortmund Hbf                                                     | Dortmund Hbf                                                     |
| Strecke von links · Abzweig geradeaus, nach links und nach rechts · Abzweig quer und von rechts |                                                                                         | Strecken nach Soest, nach Iserlohn, nach Witten                  | Strecken nach Soest, nach Iserlohn, nach Witten                  |
| Strecke · Strecke · Strecke nach links |                                                                                         | Hauptstrecke nach Bochum S 1                                     | Hauptstrecke nach Bochum S 1                                     |
| Dienststation / Betriebs- oder Güterbahnhof · ehemaliger Dienststation / Betriebs- oder Güterbahnhof | 117,0                                                                                   | Dortmund Gbf                                                     | Dortmund Gbf                                                     |
| Abzweig nach links und nach rechts · Abzweig geradeaus und von rechts | 114,7                                                                                   | Hansa (Abzw)                                                     | Hansa (Abzw)                                                     |
| Abzweig geradeaus und von rechts |                                                                                         | Güterumgehungsbahn                                               | Güterumgehungsbahn                                               |
| Blockstelle | 112,8                                                                                   | Dortmund-Nette (Abzw)                                            | Dortmund-Nette (Abzw)                                            |
| Abzweig geradeaus und von links |                                                                                         | S-Bahn von Dortmund-Dorstfeld S 2                                | S-Bahn von Dortmund-Dorstfeld S 2                                |
| Bahnhof mit S-Bahn-Halt | 110,3                                                                                   | Dortmund-Mengede                                                 | Dortmund-Mengede                                                 |
| Kreuzung geradeaus oben (Querstrecke außer Betrieb) |                                                                                         | ehem. westfälische Emschertalbahn                                | ehem. westfälische Emschertalbahn                                |
| Bahnhof mit S-Bahn-Halt | 105,3                                                                                   | Castrop-Rauxel Hbf                                               | Castrop-Rauxel Hbf                                               |
| Verschwenkung von links · Verschwenkung von rechts | 101,9                                                                                   | Bladenhorst (Abzw)                                               | Bladenhorst (Abzw)                                               |
| Strecke · Abzweig geradeaus und von links |                                                                                         | Strecke von Dortmund                                             | Strecke von Dortmund                                             |
| Strecke · Blockstelle | 100,8                                                                                   | Herne Hot (Abzw)                                                 | Herne Hot (Abzw)                                                 |
| ehemaliger Dienststation / Betriebs- oder Güterbahnhof · ehemaliger Dienststation / Betriebs- oder Güterbahnhof | 100,0                                                                                   | Herne Gbf                                                        | Herne Gbf                                                        |
| Bahnhof mit S-Bahn-Halt · Bahnhof mit S-Bahn-Halt | 98,4                                                                                    | Herne (ehem. Herne CME)                                          | Herne (ehem. Herne CME)                                          |
| Kreuzung geradeaus unten · Abzweig geradeaus und nach rechts |                                                                                         | Strecke nach Recklinghausen S 2                                  | Strecke nach Recklinghausen S 2                                  |
| Strecke · Abzweig geradeaus und nach links |                                                                                         | Strecke nach Bochum                                              | Strecke nach Bochum                                              |
| Brücke · Brücke |                                                                                         | A 43                                                             | A 43                                                             |
| Kreuzung geradeaus unten · Kreuzung geradeaus unten |                                                                                         | Strecke Gelsenkirchen-Bismarck–Bochum                            | Strecke Gelsenkirchen-Bismarck–Bochum                            |
| Abzweig geradeaus und von rechts · Abzweig geradeaus und von rechts |                                                                                         | Strecke von Recklinghausen                                       | Strecke von Recklinghausen                                       |
| Bahnhof mit S-Bahn-Halt · Bahnhof | 94,5                                                                                    | Wanne-Eickel Hbf                                                 | Wanne-Eickel Hbf                                                 |
| |                                                                                         |                                                                  |                                                                  |
| Abzweig geradeaus und ehemals nach rechts · Blockstelle |                                                                                         | Wanne-Eickel Wst ehem. Trasse nach Bismarck, Schalke (bis 1962)  | Wanne-Eickel Wst ehem. Trasse nach Bismarck, Schalke (bis 1962)  |
| |                                                                                         |                                                                  |                                                                  |
| Verschwenkung nach rechts · Verschwenkung nach links und nach rechts |                                                                                         |                                                                  |                                                                  |
| Abzweig geradeaus und ehemals nach links · Kreuzung geradeaus oben (Querstrecke außer Betrieb) · Kreuzung geradeaus oben (Querstrecke außer Betrieb) |                                                                                         | ehem. Salzstrecke nach Bochum-Riemke                             | ehem. Salzstrecke nach Bochum-Riemke                             |
| Kreuzung geradeaus unten · Strecke nach rechts · Strecke |                                                                                         | nach GE-Bismarck und GE-Schalke (seit 1911)                      | nach GE-Bismarck und GE-Schalke (seit 1911)                      |
| Verschwenkung nach links · Verschwenkung nach rechts und ehemals nach links |                                                                                         | ehem. nach GE-Wattenscheid                                       | ehem. nach GE-Wattenscheid                                       |
| Strecke · Abzweig geradeaus, ehemals nach links und ehemals von links |                                                                                         | ehem. Strecke nach Essen-Kray Nord                               | ehem. Strecke nach Essen-Kray Nord                               |
| Bahnhof mit S-Bahn-Halt · Bahnhof mit S-Bahn-Halt | 89,1                                                                                    | Gelsenkirchen Hbf                                                | Gelsenkirchen Hbf                                                |
| Verschwenkung von links · Verschwenkung von links und von rechts · Verschwenkung von rechts |                                                                                         | nach Gelsenkirchen-Schalke Süd, nach Essen S 2                   | nach Gelsenkirchen-Schalke Süd, nach Essen S 2                   |
| Abzweig ehemals quer, nach links und nach rechts · Kreuzung geradeaus oben · Abzweig quer und nach links |                                                                                         | ehem. Strecke Gelsenkirchen-Hessler–Essen Hbf                    | ehem. Strecke Gelsenkirchen-Hessler–Essen Hbf                    |
| Haltepunkt / Haltestelle | 85,1                                                                                    | Essen Zollverein Nord                                            | Essen Zollverein Nord                                            |
| Kreuzung geradeaus oben (Querstrecke außer Betrieb) |                                                                                         | ehem. Strecke Essen-Katernberg Nord–Essen Hbf                    | ehem. Strecke Essen-Katernberg Nord–Essen Hbf                    |
| |                                                                                         |                                                                  |                                                                  |
| Abzweig geradeaus, ehemals von links und ehemals von rechts |                                                                                         | ehem. Strecke von Essen-Altenessen RhE und Strecke von Essen Hbf | ehem. Strecke von Essen-Altenessen RhE und Strecke von Essen Hbf |
| |                                                                                         |                                                                  |                                                                  |
| Bahnhof | 82,1                                                                                    | Essen-Altenessen (ehem. Essen CME)                               | Essen-Altenessen (ehem. Essen CME)                               |
| Abzweig geradeaus und ehemals nach links |                                                                                         | ehem. Strecken nach Essen Nord und E-Segeroth                    | ehem. Strecken nach Essen Nord und E-Segeroth                    |
| Verschwenkung von links · Verschwenkung von rechts |                                                                                         | (Güterstrecke bis Essen-Dellwig Abzw eingleisig)                 | (Güterstrecke bis Essen-Dellwig Abzw eingleisig)                 |
| Strecke · Abzweig geradeaus und ehemals von links |                                                                                         | ehem. Strecke von Essen Nord                                     | ehem. Strecke von Essen Nord                                     |
| Dienststation / Betriebs- oder Güterbahnhof · Bahnhof | 80,0                                                                                    | Essen-Bergeborbeck                                               | Essen-Bergeborbeck                                               |
| Abzweig geradeaus und ehemals nach rechts · Strecke |                                                                                         | ehem. Strecke nach Essen-Horl                                    | ehem. Strecke nach Essen-Horl                                    |
| Abzweig geradeaus und von rechts · Strecke |                                                                                         | Strecke von Bottrop                                              | Strecke von Bottrop                                              |
| Blockstelle · Strecke | 76,3                                                                                    | Essen-Dellwig Abzw                                               | Essen-Dellwig Abzw                                               |
| Kreuzung geradeaus unten · Kreuzung geradeaus unten |                                                                                         | Strecke Bottrop–Essen-Dellwig Ost                                | Strecke Bottrop–Essen-Dellwig Ost                                |
| Strecke · Haltepunkt / Haltestelle | 76,0                                                                                    | Essen-Dellwig                                                    | Essen-Dellwig                                                    |
| ehemaliger Dienststation / Betriebs- oder Güterbahnhof · ehemaliger Bahnhof | 75,2                                                                                    | Essen-Frintrop (ehem. Rbf)                                       | Essen-Frintrop (ehem. Rbf)                                       |
| Strecke · ehemaliger S-Bahn-Halt |                                                                                         | Oberhausen-Stahlwerksgelände (geplant)                           | Oberhausen-Stahlwerksgelände (geplant)                           |
| Kreuzung mit U-Bahn geradeaus unten (Querstrecke außer Betrieb) · Kreuzung mit U-Bahn geradeaus unten (Querstrecke außer Betrieb) |                                                                                         | Straßenbahnlinie 105 Oberhausen↔Essen (geplant)                  | Straßenbahnlinie 105 Oberhausen↔Essen (geplant)                  |
| Blockstelle · Strecke | 71,7                                                                                    | Oberhausen Hbf Obo (Abzw)                                        | Oberhausen Hbf Obo (Abzw)                                        |
| Abzweig geradeaus und nach rechts · Strecke |                                                                                         | zur Strecke nach Wesel                                           | zur Strecke nach Wesel                                           |
| Abzweig geradeaus und nach rechts · Strecke |                                                                                         | zur Strecke nach Oberhausen West                                 | zur Strecke nach Oberhausen West                                 |
| Abzweig geradeaus und von rechts · Strecke |                                                                                         | Strecke von Wesel                                                | Strecke von Wesel                                                |
| Bahnhof mit S-Bahn-Halt · Bahnhof | 70,7                                                                                    | Oberhausen Hbf                                                   | Oberhausen Hbf                                                   |
| Abzweig geradeaus und nach rechts · Strecke |                                                                                         | Strecke nach Duisburg-Ruhrort                                    | Strecke nach Duisburg-Ruhrort                                    |
| ehemaliger S-Bahn-Halt · ehemaliger S-Bahn-Halt |                                                                                         | Oberhausen-Alstaden (geplant)                                    | Oberhausen-Alstaden (geplant)                                    |
| Strecke · Abzweig geradeaus und ehemals nach links |                                                                                         | ehem. Strecke nach Mülheim-Styrum                                | ehem. Strecke nach Mülheim-Styrum                                |
| Abzweig geradeaus und nach links · Kreuzung geradeaus oben |                                                                                         | S-Bahn nach Mülheim-Styrum S 3                                   | S-Bahn nach Mülheim-Styrum S 3                                   |
| Verschwenkung nach links · Verschwenkung nach rechts | 68,6                                                                                    | Kolkmannshof (Abzw)                                              | Kolkmannshof (Abzw)                                              |
| Kreuzung geradeaus oben (Querstrecke außer Betrieb) |                                                                                         | ehem. Strecke Duisburg-Ruhrort–Mülheim-Styrum                    | ehem. Strecke Duisburg-Ruhrort–Mülheim-Styrum                    |
| Strecke von links · Strecke nach rechts und von links · Strecke von links |                                                                                         | Hauptstrecke von Mülheim-Styrum S 1                              | Hauptstrecke von Mülheim-Styrum S 1                              |
| Abzweig geradeaus und nach links · Kreuzung geradeaus unten · Abzweig geradeaus und von rechts | 67,1                                                                                    | Kaiserberg (Abzw)                                                | Kaiserberg (Abzw)                                                |
| Kreuzung geradeaus unten · Kreuzung geradeaus unten · Kreuzung geradeaus unten |                                                                                         | Strecke Oberhausen West–Duisburg-Wedau                           | Strecke Oberhausen West–Duisburg-Wedau                           |
| Abzweig geradeaus und von rechts · Strecke · Strecke |                                                                                         | Strecke von Oberhausen West                                      | Strecke von Oberhausen West                                      |
| Bahnhof · S-Bahnhof · Bahnhof | 63,1                                                                                    | Duisburg Hbf                                                     | Duisburg Hbf                                                     |
| Strecke · Strecke · Strecke |                                                                                         | Stammstrecke nach Köln S 1                                       | Stammstrecke nach Köln S 1                                       |
| |                                                                                         |                                                                  |                                                                  |
| Quellen: |                                                                                         |                                                                  |                                                                  |

Die Bahnstrecke Duisburg–Dortmund ist eine wichtige und historisch bedeutsame Eisenbahnstrecke in Deutschland. Sie ist eine Hauptachse des Schienenpersonenfern- und -nahverkehrs sowie des Güterverkehrs im nördlichen Ruhrgebiet, u. a. befahren von Intercity-Express, Intercity, Regional-Express, Regionalbahn und der S-Bahn Rhein-Ruhr, wobei der Fernverkehr lediglich Teilabschnitte nutzt.
An ihr liegen die Hauptbahnhöfe von Duisburg, Oberhausen, Gelsenkirchen, Wanne-Eickel, Castrop-Rauxel und Dortmund sowie die regional bedeutsamen Bahnhöfe Essen-Altenessen und Herne.
Sie ist der mittlere Teil der von der Köln-Mindener Eisenbahn-Gesellschaft (CME) gebauten Stammstrecke von Köln-Deutz nach Minden, nach der die Gesellschaft benannt wurde. Die Strecke wurde 1847 eröffnet und seither mehrfach modernisiert und ausgebaut. Sie ist heute zwei- bis viergleisig, elektrifiziert und als Hauptstrecke klassifiziert.

## Geschichte
Nachdem sie am 18. Dezember 1843 die preußische Konzession für ihre namensgebende Strecke erhalten hatte, begann die CME im damaligen (Cöln-)Deutz mit dem Bau des ersten Teilstücks nach Düsseldorf, das sie am 20. Dezember 1845 eröffnen konnte. Nur wenige Wochen später, am 9. Februar 1846, wurde bereits das zweite Teilstück nach Duisburg fertiggestellt, vorläufiger Endpunkt war der am Ort des heutigen Duisburger Hauptbahnhofes gebaute „Cöln-Mindener Bahnhof“, dem ersten von später drei Bahnhöfen der drei größten, nominell privaten Eisenbahn-Gesellschaften an gleicher Stelle.
Mit dem nächsten Teilstück über Oberhausen, Altenessen, Gelsenkirchen, Wanne, Herne und Dortmund nach Hamm hatte man sich bewusst gegen eine Streckenführung in der Nähe der damaligen Kohlegruben am nördlichen Ufer der Ruhr und für die ebenere und damit kostengünstiger und leichter zu verwirklichende Trasse entschieden. Trotzdem dauerte es noch weit über ein Jahr, bis am 15. Mai 1847 auch dieses Teilstück in Betrieb gehen konnte.
Noch im gleichen Jahr, am 15. Oktober 1847, wurde das letzte Teilstück bis Minden und damit die gesamte, 263 Kilometer lange und zunächst eingleisige Strecke fertiggestellt. Am gleichen Tag eröffneten die Königlich Hannöverschen Staatseisenbahnen ihre Bahnstrecke Hannover–Minden.

### Stichbahn nach (Duisburg-)Ruhrort
Vom Oberhausener Bahnhof (dem heutigen Oberhausener Hauptbahnhof) aus baute die CME 1848 eine Stichbahn nach Ruhrort zu den dortigen Hafenanlagen und vereinbarte mit der Ruhrort-Crefeld-Kreis Gladbacher Eisenbahn-Gesellschaft den Bau des Eisenbahn-Trajektes Ruhrort-Homberg.

### Oberhausen–Niederlande
Der Oberhausener Bahnhof war ebenfalls Ausgangspunkt der am 20. Oktober 1856 eröffneten Bahnstrecke nach Arnheim über Wesel und Emmerich am Rhein. Sie wird umgangssprachlich auch „Hollandstrecke“ genannt, aber fälschlicherweise, da sie bereits in Gelderland endet.

### Ruhrgebiet–Hamburg
Der Bahnhof Wanne (heutige Wanne-Eickel Hauptbahnhof) war dann ab dem 1. Januar 1870 Ausgangspunkt für die Bahnstrecke nach Hamburg, auch „Rollbahn“ genannt. Diese Eisenbahnstrecke zur deutschen Nordseeküste war Teil der Paris-Hamburger-Bahn, die ebenfalls von der CME als Hamburg-Venloer Bahn gemäß preußischer Konzession gebaut wurde.

### „Emschertalbahn“
Weitgehend parallel zu ihrer Stammstrecke baute die CME zur besseren Erschließung der Kohlegruben und prosperierenden Industrieanlagen zwischen 1871 und 1878 entlang der Emscher eine weitere Strecke von Duisburg nach Dortmund über Osterfeld Süd und Wanne durch das nördliche Ruhrgebiet.

## Heutige Situation
Die Bahnstrecke Duisburg–Dortmund wurde seit ihrer Eröffnung gemäß ihrer wachsenden Bedeutung für den aus dem zentralen Ruhrgebiet nach Norden gewanderten Kohlebergbau immer weiter ausgebaut und modernisiert. Heute ist die Strecke auf ganzer Länge mindestens zweigleisig und vollständig elektrifiziert.
Die Strecke ist heute im Vergleich zu den anderen West-Ost-Verbindungen, insbesondere der zentralen Ruhrgebietsstrecke der ehemaligen Bergisch-Märkischen Eisenbahn-Gesellschaft, von weniger großer Bedeutung, hat sich aber immerhin - auch im Gegensatz zur Rheinischen Bahn - bis heute als wichtige Achse behaupten können. Dringend benötigte, aber nicht durchgeführte Modernisierungsmaßnahmen verhindern bislang eine intensivere Nutzung der Strecke, so fährt die S-Bahn S 2 streckenweise nur einmal pro Stunde.
Der in der Nähe des Weltkulturerbes Zollverein gelegene S-Bahn-Haltepunkt Essen-Katernberg Süd wurde 2009 in Essen Zollverein Nord umbenannt.
Der Streckenabschnitt zwischen Gelsenkirchen Hauptbahnhof und Wanne-Eickel Hauptbahnhof wurde am 1. Dezember 2020 zum überlasteten Schienenweg erklärt.

## Zugangebot
Die Züge des Fernverkehrs nutzen lediglich Teilstrecken:
Der Abschnitt von Duisburg nach Oberhausen wird von Zügen dreier Intercity-Express-Linien befahren, zumeist auf dem Weg nach Amsterdam, darüber hinaus auf ihrer Fahrt nach Arnheim von der Regional-Express-Linie RE 19 „Rhein-IJssel-Express“, auf dem Weg nach Wesel von der Regional-Express-Linie RE 5 „Rhein-Express“, sowie der Regionalbahn-Linie RB 35 „Emscher-Niederrhein-Bahn“ und RE 44 „Fossa-Emscher-Express“.
Die alle zwei Stunden verkehrende Linie IC 35 nutzt einen Großteil der Strecke von Duisburg bis Wanne-Eickel. Dazu kommen weitere vereinzelte Züge der Linie IC 32, die Regionalexpress-Linien RE 2 „Rhein-Haard-Express“ und RE 42 „Niers-Haard-Express“, sowie die Regionalbahn RB 46 „Glückauf-Bahn“ auf dem kurzen Teilstück von Gelsenkirchen bis Wanne-Eickel.
Die S-Bahn-Linie S 2 fuhr im damaligen 20-Minuten-Takt nur auf dem Teilstück zwischen Herne und Dortmund-Mengede, von dort nach Dortmund nutzt sie die Trasse nach Dortmund Süd der ehemaligen Königlich-Westfälischen Eisenbahn-Gesellschaft. In Herne nimmt ein Zug pro Stunde den Weg nach Recklinghausen. Auf dem Streckenstück zwischen Herne und Gelsenkirchen fährt die S-Bahn nunmehr im 60-Minuten-Rhythmus, dieser Zug endet in Essen. Im Dezember 2019 wurde das Fahrplanangebot modifiziert und teilweise durch geänderte Zugläufe ersetzt. So kamen die Regionalbahn-Linien RB 35 „Emscher-Niederrhein-Bahn“ (in der Hauptverkehrszeit) und RB 32 „Rhein-Emscher-Bahn“ (täglich) hinzu, welche wie der RE 3 verkehren. Sie bedienen jedoch zwischen Duisburg und Gelsenkirchen sämtliche Halte der vormals dort eingesetzten S-Bahn-Linie S 2.
Auf gesamter Länge folgt zwischen Düsseldorf und Hamm lediglich die Regional-Express-Linie RE 3 „Rhein-Emscher-Express“ dem Verlauf der Stammstrecke der Köln-Mindener Eisenbahn-Gesellschaft.

## Tarif
Die gesamte Strecke liegt im Gebiet des Verkehrsverbundes Rhein-Ruhr. Für Fahrten in allen Regionalzügen gilt der regionale VRR-Tarif und der NRW-Tarif.

## Trivia
Entlang der Bahnstrecke Duisburg–Dortmund kommt es gleich zweimal zu der ansonsten eher seltenen Konstellation, dass zwei Hauptbahnhöfe unmittelbar aufeinander folgen, d. h. ohne einen weiteren Bahnhof oder Haltepunkt zwischen ihnen. Zum einen sind dies Duisburg Hauptbahnhof und Oberhausen Hauptbahnhof, zum anderen Gelsenkirchen Hauptbahnhof und Wanne-Eickel Hauptbahnhof.
Als weiteres Kuriosum ist letztgenannter wohl der einzige Hauptbahnhof, der als wichtigster Bahnhof der Stadt nicht deren Namen trägt. Wanne-Eickel Hauptbahnhof liegt in Herne, ist aber von größerer Bedeutung als der Bahnhof Herne. Dies hat historische Gründe: Der Bahnhof von Herne war niemals Hauptbahnhof gewesen, da die Stadt Herne und deren Bahnhof aus Sicht der Bahn unbedeutend waren. Der Bahnhof des vormals eigenständigen Ortes Wanne hingegen war seit Inbetriebnahme der umgangssprachlich „Rollbahn“ genannten Strecke nach Hamburg von stetig wachsender Bedeutung und wurde mit dem Zusammenschluss mehrerer Ortschaften zur Stadt Wanne-Eickel zu deren Hauptbahnhof. Nach der Eingemeindung von Wanne-Eickel in die Stadt Herne beließ es die Deutsche Bundesbahn bei den angestammten Namen, um zum einen den wichtigsten Bahnhof der Stadt weiter im „Rang“ eines Hauptbahnhofes zu halten, zum anderen sich die Kosten für die Umbenennung zu sparen.